# Key Tower
La Key Tower è un grattacielo situato a Cleveland, negli Stati Uniti. È stato completato nel 1991 su progetto dell'architetto César Pelli.
La sua altezza ne fa il più alto edificio dell'Ohio.